# Kanton Dole-Nord-Est
Kanton Dole-Nord-Est (francouzsky Canton de Dole-Nord-Est) je francouzský kanton v departementu Jura v regionu Franche-Comté. Tvoří ho sedm obcí.

## Obce kantonu
- Biarne
- Champvans
- Dole (severovýchodní část)
- Foucherans
- Monnières
- Sampans
- Villette-lès-Dole